# Pietro Paolo Sabbatini
Pietro Paolo Sabbatini (* 1600 in Rom; † 1657 ebenda) war ein italienischer Komponist des musikalischen Barock, Musikdirektor und Musiker.

## Leben
Sabbatini lebte und arbeitete zeitlebens überwiegend in Rom. Von 1628 bis 1630 war er Leiter und Musikdirektor der „Arciconfraternita della Morte et Orazione“ in Rom und hatte von 1630 bis 1631 ebenfalls die musikalische Leitung in der römischen Kirche San Luigi dei Francesi inne. Er komponierte geistliche Musik und zeitgenössische populäre Gesangsmusik wie Lieder, Villanelle, Capricci. Sein Lehrbuch über geistliche Musik „Toni Ecclesiastici Colle sue Intonazioni all'Uso Romano“ erschien 1650.

## Werke (Auswahl)

### Geistliche Musik
- Intermezzi Spirituali (1628)
- Psalmen für 8 Stimmen und Basso Continuo op. 12 a (1630)
- Antiphones des Vepres für 8 Stimmen und Basso Continuo op. 12 b (1630)
- Litanies de la Vierge für 8 Stimmen und Basso Continuo op. 12.c (1630)
- Canzoni Spirituali a Una, a Due e a Tre Voci (Geistliche Gesänge für eine, zwei und drei Stimmen) – 1640 veröffentlicht

### Vokalmusik
- Varii Caprici op. 14, Buch 7 – Sammlung von Vokalwerken für 2 und mehr Stimmen (1641)
- Villanelle – Buch 3 – Sammlung von Vokalwerken für 2 und mehr Stimmen (1631)
- Villanelle – Buch 4 – Sammlung von Vokalwerken für 2 und mehr Stimmen (1631)
- Villanelle – Buch 6 op. 8 – Sammlung von Vokalwerken für 2 und mehr Stimmen (1628)
- Prima Scelta di Villanelle – Sammlung von Vokalwerken für 2 und mehr Stimmen (1652)
- Prima Scelta di Villanelle – Buch 10 – Melodiensammlung (1652)
- Seconda Scelta di Villanelle – Buch 10 – Melodiensammlung (1652)[2][3]